# Serie B 2019-2020 (calcio femminile)
L'edizione 2019-2020 è stata la quarantanovesima edizione del campionato italiano di Serie B di calcio femminile. Il campionato è iniziato il 15 settembre 2019 e si è concluso il 1º marzo 2020, data di disputa delle ultime gare prima delle sospensioni dovute alla pandemia di COVID-19, con lo stop definitivo arrivato il 20 maggio 2020. La classifica finale è stata redatta usando il coefficiente correttivo, assegnando così la promozione al Napoli, che era in testa alla classifica al momento dell'interruzione del torneo, e al San Marino; inoltre, sono state retrocesse in Serie C la Novese e il Perugia, con un allargamento dell'organico a 14 squadre per la stagione seguente, vista la contestuale promozione di quattro squadre dalla Serie C.

## Stagione

### Novità
Dalla Serie B 2018-2019 sono stati promossi in Serie A l'Inter e l'Empoli, mentre erano stati retrocessi in Serie C la Roma XIV, l'Arezzo e il Genoa Women, retrocesso dopo aver perso il play-out promozione-retrocessione. Dalla Serie A 2018-2019 sono state retrocesse la Pink Sport Time e l'Orobica, mentre dalla Serie C 2018-2019 sono state promosse il San Marino, il Napoli e la Novese, promossa dopo aver vinto il play-out promozione-retrocessione.
Il 30 luglio 2019 la Pink Sport Time e l'Orobica sono state ripescate in Serie A dopo che si erano liberati due posti. Di conseguenza, in Serie B sono stati ripescati la Riozzese e il Vittorio Veneto. Il Milan Ladies non è stato ammesso al campionato per non aver soddisfatto tutte le condizioni e i requisiti richiesti per l'ammissione. Al suo posto è stato ripescato il Perugia.
Inoltre, la Fortitudo Mozzecane ha annunciato l'avvio di un accordo di collaborazione con l'Associazione Calcio ChievoVerona.

### Formato
Le 12 squadre partecipanti si affrontano in un girone all'italiana con partite di andata e ritorno per un totale di 22 giornate. Le prime due squadre classificate vengono promosse in Serie A. Retrocedono direttamente nel Campionato Interregionale le squadre classificate alle ultime due posizioni. Le squadre classificate al nono e decimo posto disputano un play-out, in campo neutro in gara unica, contro le due squadre del Campionato Interregionale perdenti gli spareggi promozione per ulteriori due posti in Serie B.

### Avvenimenti
Dalla seconda metà di febbraio 2020 l'Italia è stata colpita da una pandemia di COVID-19, che ha interessato prevalentemente l'Italia settentrionale, costringendo al rinvio di tre partite valide per la quindicesima giornata di campionato. Altre quattro partite valide per la sedicesima giornata di campionato sono state altresí rinviate la settimana dopo. Successivamente, con l'aggravarsi della pandemia, la FIGC — recependo le disposizioni governative adottate a tutela della sicurezza pubblica — ha disposto la disputa a porte chiuse di tutte le partite della Serie B femminile fino al 3 aprile seguente. Il 10 marzo, conseguentemente a quanto disposto il giorno prima dal Governo per decreto ministeriale, la FIGC ha sospeso e rinviato a data da destinarsi tutte le partite organizzate della Serie B femminile fino al 3 aprile, allungando la sospensione fino al 13 aprile dopo un nuovo decreto ministeriale e poi fino al 3 maggio. Il 4 maggio è stata disposta la sospensione e il rinvio a data da destinarsi di tutte le gare in programma nel periodo di vigenza delle prescrizioni imposte dal decreto ministeriale emanato il 26 aprile, cioè fino al 17 maggio. Dopo un'ulteriore sospensione fino al 14 giugno, il 20 maggio il Consiglio Federale della FIGC ha determinato la sospensione definitiva del campionato, rinviando a una delibera successiva le decisioni su eventuali promozioni e retrocessioni.

## Squadre partecipanti
| Club                              | Stagione | Città                             | Stadio                                     | Stagione precedente   |
| --------------------------------- | -------- | --------------------------------- | ------------------------------------------ | --------------------- |
| Cesena F.C.                       | -        | Cesena                            | Impianto sportivo Martorano                | 7º posto in Serie B   |
| A.S.D. Lady Granata Cittadella    | -        | Cittadella (PD)                   | Campo Sant'Antonio (Grantorto)             | 6º posto in Serie B   |
| A.S.D. Fortitudo Mozzecane C.F.   | dettagli | San Zeno di Mozzecane (VR)        | Stadio Umberto Capone (Vigasio)            | 4º posto in Serie B   |
| S.S. Lazio Women 2015             | dettagli | Roma                              | Stadio Mirko Fersini (Formello)            | 8º posto in Serie B   |
| S.S.D. Napoli Femminile           | dettagli | Napoli                            | Campo comunale Casamarciano (Casamarciano) | 1º posto in Serie C/D |
| F.C.D. Novese C.F.                | -        | Novi Ligure (AL)                  | Stadio Costante Girardengo                 | 1º posto in Serie C/A |
| A.C. Perugia Calcio               | -        | Perugia                           | Stadio Renato Curi                         | 3º posto in Serie C/C |
| Ravenna Women F.C. S.S.D.         | -        | Ravenna                           | Centro sportivo Massimo Sbrighi            | 3º posto in Serie B   |
| A.S.D. Riozzese                   | dettagli | Riozzo di Cerro al Lambro (MI)    | Centro sportivo Ugo Guazzelli              | 1º posto in Serie C/B |
| S.S.D. Roma C.F.                  | dettagli | Roma                              | Centro sportivo Certosa                    | 5º posto in Serie B   |
| San Marino Academy                | dettagli | Dogana di Serravalle (San Marino) | Campo sportivo Acquaviva (Acquaviva)       | 1º posto in Serie C/C |
| A.S.D.C.F. Permac Vittorio Veneto | dettagli | Vittorio Veneto (TV)              | Stadio Paolo Barison                       | 2º posto in Serie C/B |

## Allenatori e primatisti
| Squadra             | Allenatore                                          | Giocatrice più presente (tra parentesi il numero delle presenze)             | Capocannoniere (tra parentesi il numero dei gol segnati) |
| ------------------- | --------------------------------------------------- | ---------------------------------------------------------------------------- | -------------------------------------------------------- |
| Cesena              | Roberto Rossi                                       | Elena Casadei, Paola Cuciniello, Sara Pastore, Maddalena Porcarelli (14)     | Maddalena Porcarelli (5)                                 |
| Cittadella          | Fabiana Comin                                       | Edona Kastrati, Ilaria Rigon (14)                                            | Edona Kastrati (4)                                       |
| Fortitudo Mozzecane | Diego Zuccher (1ª-8ª) Moreno Dalla Pozza (9ª-14ª)   | Giulia Caliari, Silvia Carraro, Daiana Mascanzoni, Sara Tardini (14)         | Stefania Dallagiacoma (8)                                |
| Lazio               | Ashraf Seleman                                      | Francesca Pittaccio, Federica Savini, Silvia Vicenzi, Noemi Visentin (16)    | Noemi Visentin (7)                                       |
| Napoli              | Giuseppe Marino                                     | 6 giocatrici (15)                                                            | Despoina Chatzīnikolaou (10)                             |
| Novese              | Maurizio Fossati (1ª-8ª) Fabrizio Milanese (9ª-15ª) | 5 giocatrici (15)                                                            | Maria Speranza Levis, Tessa Rigolino (4)                 |
| Perugia             | Paolo Damiani (1ª-7ª) Valeriano Recchi (8ª-16ª)     | 5 giocatrici (16)                                                            | Susanna Federiconi (3)                                   |
| Ravenna             | Roberto Piras                                       | 6 giocatrici (15)                                                            | Simona Cimatti (6)                                       |
| Riozzese            | Roberto Salterio                                    | Andrea Rebecca Belloni, Biancamaria Codecà, Jenny Dossi, Elisa Galbiati (14) | Alessia Rognoni (11)                                     |
| Roma CF             | Luigi Colantuoni (1ª-10ª) Marco Galletti (11ª-15ª)  | Lucia Conte, Serena Landa, Claudia Silvi (15)                                | Lucia Conte (5)                                          |
| San Marino          | Alain Conte                                         | 5 giocatrici (15)                                                            | Raffaella Barbieri (14)                                  |
| Vittorio Veneto     | Diego Bortoluzzi                                    | Valentina Foltran, Gloria Frizza, Monica Furlan, Laura Tommasella (15)       | Gloria Frizza (5)                                        |

## Classifica finale
Fonte: sito ufficiale FIGC.
- {\displaystyle PT} è il punteggio totale accumulato in classifica fino al momento della sospensione definitiva;
- {\displaystyle MPc} è la media punti realizzati nelle gare disputate in casa fino al momento della sospensione definitiva;
- {\displaystyle NPc} è il numero di partite rimanenti da giocare in casa secondo il calendario ordinario;
- {\displaystyle MPt} è la media punti realizzati nelle gare disputate in trasferta fino al momento della sospensione definitiva;
- {\displaystyle NPt} è il numero di partite rimanenti da giocare in trasferta secondo il calendario ordinario.

|  | Pos. | Squadra             | PF     | Pt | G  | V  | N | P  | GF | GS | DR  |
|  | ---- | ------------------- | ------ | -- | -- | -- | - | -- | -- | -- | --- |
|  | 1.   | Napoli              | 52,839 | 36 | 15 | 11 | 3 | 1  | 35 | 13 | +22 |
|  | 2.   | San Marino          | 47,143 | 32 | 15 | 10 | 2 | 3  | 39 | 18 | +21 |
|  | 3.   | Lazio               | 46,750 | 34 | 16 | 10 | 4 | 2  | 26 | 11 | +15 |
|  | 4.   | Ravenna             | 32,804 | 22 | 15 | 6  | 4 | 5  | 18 | 14 | +4  |
|  | 5.   | Riozzese            | 31,625 | 20 | 14 | 5  | 5 | 4  | 25 | 26 | -1  |
|  | 6.   | Fortitudo Mozzecane | 31,429 | 20 | 14 | 6  | 2 | 6  | 26 | 21 | +5  |
|  | 7.   | Vittorio Veneto     | 26,911 | 18 | 15 | 4  | 6 | 5  | 19 | 24 | -5  |
|  | 8.   | Cittadella          | 26,714 | 17 | 14 | 5  | 2 | 7  | 18 | 20 | -2  |
|  | 9.   | Cesena              | 25,667 | 15 | 14 | 3  | 6 | 5  | 19 | 18 | +1  |
|  | 10.  | Roma CF             | 18,857 | 13 | 15 | 2  | 7 | 6  | 20 | 23 | -3  |
|  | 11.  | Novese              | 12,571 | 9  | 15 | 2  | 3 | 10 | 17 | 49 | -32 |
|  | 12.  | Perugia             | 9,625  | 7  | 16 | 1  | 4 | 11 | 11 | 36 | -25 |

Legenda:
      Promossa in Serie A 2020-2021
      Retrocesse in Serie C 2020-2021
Note:
Tre punti a vittoria, uno a pareggio, zero a sconfitta.
In caso di arrivo di due o più squadre a pari punti, la graduatoria verrà stilata secondo la classifica avulsa tra le squadre interessate che prevede, in ordine, i seguenti criteri:
- Punti negli scontri diretti
- Differenza reti negli scontri diretti
- Differenza reti generale
- Reti realizzate in generale
- Sorteggio

## Risultati

### Tabellone
|                     | Cas  | Cit  | FMo  | Laz  | Nap  | Nov  | Per  | Rav  | Rio  | Rom  | SMa  | Vit  |
| ------------------- | ---- | ---- | ---- | ---- | ---- | ---- | ---- | ---- | ---- | ---- | ---- | ---- |
| Castelvecchio       | –––– | 1-0  | 1-1  | n.d. | 1-2  | 4-0  | 2-0  | 1-1  | n.d. | n.d. | n.d. | n.d. |
| Cittadella          | n.d. | –––– | n.d. | 0-2  | 0-1  | 4-2  | n.d. | 0-0  | n.d. | 2-1  | 0-1  | 3-0  |
| Fortitudo Mozzecane | n.d. | 1-0  | –––– | 0-4  | n.d. | 6-0  | 3-0  | n.d. | 3-4  | n.d. | 2-3  | 3-2  |
| Lazio               | 2-2  | n.d. | 1-0  | –––– | 1-2  | n.d. | 1-0  | 2-0  | n.d. | 1-1  | 1-0  | 3-1  |
| Napoli              | 2-1  | n.d. | 5-1  | 2-0  | –––– | n.d. | 3-0  | n.d. | n.d. | 3-3  | 1-1  | 2-0  |
| Novese              | n.d. | 1-2  | n.d. | 1-1  | 1-6  | –––– | 1-2  | 1-0  | 2-2  | 2-1  | n.d. | 2-3  |
| Perugia             | 1-1  | 2-2  | 0-3  | 0-2  | 0-1  | n.d. | –––– | n.d. | n.d. | 2-2  | 0-5  | 2-2  |
| Ravenna             | 0-0  | n.d. | 1-0  | n.d. | 1-0  | 3-0  | 4-1  | –––– | 1-3  | n.d. | 0-1  | n.d. |
| Riozzese            | 3-2  | 4-2  | 0-3  | 0-2  | 2-2  | n.d. | 3-1  | 1-2  | –––– | 1-1  | n.d. | n.d. |
| Roma CF             | 2-1  | n.d. | 0-0  | 0-1  | n.d. | 5-1  | n.d. | 0-2  | 2-2  | –––– | 1-2  | 0-2  |
| San Marino          | 3-1  | 2-3  | n.d. | 2-2  | 1-3  | 8-1  | n.d. | 3-2  | 3-0  | n.d. | –––– | 4-1  |
| Vittorio Veneto     | 1-1  | 2-0  | n.d. | n.d. | n.d. | 2-2  | 1-0  | 1-1  | 0-0  | 1-1  | n.d. | –––– |

### Calendario
| andata (1ª) | andata (1ª) | 1ª giornata                 | ritorno (12ª) | ritorno (12ª) |
|             |             |                             |               |               |
| 15 set.     | 1-2         | Castelvecchio-Napoli        | 1-2           | 26 gen.       |
| 15 set.     | 3-0         | Fortitudo Mozzecane-Perugia | 3-0           | 26 gen.       |
| 15 set.     | 1-0         | Novese-Ravenna              | 0-3           | 26 gen.       |
| 15 set.     | 1-1         | Riozzese-Roma CF            | 2-2           | 26 gen.       |
| 15 set.     | 2-2         | San Marino-Lazio            | 0-1           | 26 gen.       |
| 15 set.     | 2-0         | Vittorio Veneto-Cittadella  | 0-3           | 26 gen.       |

| andata (2ª) | andata (2ª) | 2ª giornata               | ritorno (13ª) | ritorno (13ª) |
|             |             |                           |               |               |
| 22 set.     | 4-2         | Cittadella-Novese         | 2-1           | 2 feb.        |
| 22 set.     | 1-0         | Lazio-Fortitudo Mozzecane | 4-0           | 2 feb.        |
| 22 set.     | 1-1         | Napoli-San Marino         | 3-1           | 2 feb.        |
| 22 set.     | 1-1         | Perugia-Castelvecchio     | 0-2           | 2 feb.        |
| 22 set.     | 1-3         | Ravenna-Riozzese          | 2-1           | 2 feb.        |
| 22 set.     | 0-2         | Roma CF-Vittorio Veneto   | 1-1           | 2 feb.        |

| andata (1ª) | andata (1ª) | 1ª giornata                 | ritorno (12ª) | ritorno (12ª) |
|             |             |                             |               |               |
| 15 set.     | 1-2         | Castelvecchio-Napoli        | 1-2           | 26 gen.       |
| 15 set.     | 3-0         | Fortitudo Mozzecane-Perugia | 3-0           | 26 gen.       |
| 15 set.     | 1-0         | Novese-Ravenna              | 0-3           | 26 gen.       |
| 15 set.     | 1-1         | Riozzese-Roma CF            | 2-2           | 26 gen.       |
| 15 set.     | 2-2         | San Marino-Lazio            | 0-1           | 26 gen.       |
| 15 set.     | 2-0         | Vittorio Veneto-Cittadella  | 0-3           | 26 gen.       |

| andata (2ª) | andata (2ª) | 2ª giornata               | ritorno (13ª) | ritorno (13ª) |
|             |             |                           |               |               |
| 22 set.     | 4-2         | Cittadella-Novese         | 2-1           | 2 feb.        |
| 22 set.     | 1-0         | Lazio-Fortitudo Mozzecane | 4-0           | 2 feb.        |
| 22 set.     | 1-1         | Napoli-San Marino         | 3-1           | 2 feb.        |
| 22 set.     | 1-1         | Perugia-Castelvecchio     | 0-2           | 2 feb.        |
| 22 set.     | 1-3         | Ravenna-Riozzese          | 2-1           | 2 feb.        |
| 22 set.     | 0-2         | Roma CF-Vittorio Veneto   | 1-1           | 2 feb.        |

| andata (3ª) | andata (3ª) | 3ª giornata                  | ritorno (14ª) | ritorno (14ª) |
|             |             |                              |               |               |
| 26 ott.     | 1-1         | Castelvecchio-Ravenna        | 0-0           | 16 feb.       |
| 27 ott.     | 3-4         | Fortitudo Mozzecane-Riozzese | 3-0           | 16 feb.       |
| 27 ott.     | 2-0         | Napoli-Lazio                 | 2-1           | 16 feb.       |
| 27 ott.     | 2-1         | Novese-Roma CF               | 1-5           | 16 feb.       |
| 27 ott.     | 2-3         | San Marino-Cittadella        | 1-0           | 16 feb.       |
| 27 ott.     | 1-0         | Vittorio Veneto-Perugia      | 2-2           | 16 feb.       |

| andata (4ª) | andata (4ª) | 4ª giornata                 | ritorno (15ª) | ritorno (15ª) |
|             |             |                             |               |               |
| 3 nov.      | 0-1         | Cittadella-Napoli           | -             | n.d.          |
| 3 nov.      | 0-2         | Perugia-Lazio               | 0-1           | 23 feb.       |
| 3 nov.      | 0-1         | Ravenna-San Marino          | 2-3           | 23 feb.       |
| 3 nov.      | 3-2         | Riozzese-Castelvecchio      | -             | n.d.          |
| 3 nov.      | 0-0         | Roma CF-Fortitudo Mozzecane | -             | n.d.          |
| 3 nov.      | 2-2         | Vittorio Veneto-Novese      | 3-2           | 23 feb.       |

| andata (3ª) | andata (3ª) | 3ª giornata                  | ritorno (14ª) | ritorno (14ª) |
|             |             |                              |               |               |
| 26 ott.     | 1-1         | Castelvecchio-Ravenna        | 0-0           | 16 feb.       |
| 27 ott.     | 3-4         | Fortitudo Mozzecane-Riozzese | 3-0           | 16 feb.       |
| 27 ott.     | 2-0         | Napoli-Lazio                 | 2-1           | 16 feb.       |
| 27 ott.     | 2-1         | Novese-Roma CF               | 1-5           | 16 feb.       |
| 27 ott.     | 2-3         | San Marino-Cittadella        | 1-0           | 16 feb.       |
| 27 ott.     | 1-0         | Vittorio Veneto-Perugia      | 2-2           | 16 feb.       |

| andata (4ª) | andata (4ª) | 4ª giornata                 | ritorno (15ª) | ritorno (15ª) |
|             |             |                             |               |               |
| 3 nov.      | 0-1         | Cittadella-Napoli           | -             | n.d.          |
| 3 nov.      | 0-2         | Perugia-Lazio               | 0-1           | 23 feb.       |
| 3 nov.      | 0-1         | Ravenna-San Marino          | 2-3           | 23 feb.       |
| 3 nov.      | 3-2         | Riozzese-Castelvecchio      | -             | n.d.          |
| 3 nov.      | 0-0         | Roma CF-Fortitudo Mozzecane | -             | n.d.          |
| 3 nov.      | 2-2         | Vittorio Veneto-Novese      | 3-2           | 23 feb.       |

| andata (5ª) | andata (5ª) | 5ª giornata                 | ritorno (16ª) | ritorno (16ª) |
|             |             |                             |               |               |
| 17 nov.     | 1-0         | Castelvecchio-Cittadella    | -             | n.d.          |
| 17 nov.     | 1-1         | Lazio-Roma CF               | 1-0           | 1º mar.       |
| 17 nov.     | 3-0         | Napoli-Perugia              | 1-0           | 1º mar.       |
| 17 nov.     | 2-2         | Novese-Riozzese             | -             | n.d.          |
| 17 nov.     | 1-0         | Ravenna-Fortitudo Mozzecane | -             | n.d.          |
| 17 nov.     | 4-1         | San Marino-Vittorio Veneto  | -             | n.d.          |

| andata (6ª) | andata (6ª) | 6ª giornata                    | ritorno (17ª) | ritorno (17ª) |
|             |             |                                |               |               |
| 24 nov.     | 1-0         | Fortitudo Mozzecane-Cittadella |               | n.d.          |
| 24 nov.     | 1-1         | Novese-Lazio                   |               | n.d.          |
| 24 nov.     | 0-5         | Perugia-San Marino             |               | n.d.          |
| 24 nov.     | 2-2         | Riozzese-Napoli                |               | n.d.          |
| 24 nov.     | 2-1         | Roma CF-Castelvecchio          |               | n.d.          |
| 24 nov.     | 1-1         | Vittorio Veneto-Ravenna        |               | n.d.          |

| andata (5ª) | andata (5ª) | 5ª giornata                 | ritorno (16ª) | ritorno (16ª) |
|             |             |                             |               |               |
| 17 nov.     | 1-0         | Castelvecchio-Cittadella    | -             | n.d.          |
| 17 nov.     | 1-1         | Lazio-Roma CF               | 1-0           | 1º mar.       |
| 17 nov.     | 3-0         | Napoli-Perugia              | 1-0           | 1º mar.       |
| 17 nov.     | 2-2         | Novese-Riozzese             | -             | n.d.          |
| 17 nov.     | 1-0         | Ravenna-Fortitudo Mozzecane | -             | n.d.          |
| 17 nov.     | 4-1         | San Marino-Vittorio Veneto  | -             | n.d.          |

| andata (6ª) | andata (6ª) | 6ª giornata                    | ritorno (17ª) | ritorno (17ª) |
|             |             |                                |               |               |
| 24 nov.     | 1-0         | Fortitudo Mozzecane-Cittadella |               | n.d.          |
| 24 nov.     | 1-1         | Novese-Lazio                   |               | n.d.          |
| 24 nov.     | 0-5         | Perugia-San Marino             |               | n.d.          |
| 24 nov.     | 2-2         | Riozzese-Napoli                |               | n.d.          |
| 24 nov.     | 2-1         | Roma CF-Castelvecchio          |               | n.d.          |
| 24 nov.     | 1-1         | Vittorio Veneto-Ravenna        |               | n.d.          |

| andata (7ª) | andata (7ª) | 7ª giornata                | ritorno (18ª) | ritorno (18ª) |
|             |             |                            |               |               |
| 8 dic.      | 4-0         | Castelvecchio-Novese       |               | n.d.          |
| 8 dic.      | 2-1         | Cittadella-Roma CF         |               | n.d.          |
| 8 dic.      | 3-1         | Lazio-Vittorio Veneto      |               | n.d.          |
| 8 dic.      | 5-1         | Napoli-Fortitudo Mozzecane |               | n.d.          |
| 8 dic.      | 4-1         | Ravenna-Perugia            |               | n.d.          |
| 8 dic.      | 3-0         | San Marino-Riozzese        |               | n.d.          |

| andata (8ª) | andata (8ª) | 8ª giornata                    | ritorno (19ª) | ritorno (19ª) |
|             |             |                                |               |               |
| 15 dic.     | 2-3         | Fortitudo Mozzecane-San Marino |               | n.d.          |
| 15 dic.     | 1-6         | Novese-Napoli                  |               | n.d.          |
| 15 dic.     | 2-2         | Perugia-Cittadella             |               | n.d.          |
| 15 dic.     | 0-2         | Riozzese-Lazio                 |               | n.d.          |
| 15 dic.     | 0-2         | Roma CF-Ravenna                |               | n.d.          |
| 15 dic.     | 1-1         | Vittorio Veneto-Castelvecchio  |               | n.d.          |

| andata (7ª) | andata (7ª) | 7ª giornata                | ritorno (18ª) | ritorno (18ª) |
|             |             |                            |               |               |
| 8 dic.      | 4-0         | Castelvecchio-Novese       |               | n.d.          |
| 8 dic.      | 2-1         | Cittadella-Roma CF         |               | n.d.          |
| 8 dic.      | 3-1         | Lazio-Vittorio Veneto      |               | n.d.          |
| 8 dic.      | 5-1         | Napoli-Fortitudo Mozzecane |               | n.d.          |
| 8 dic.      | 4-1         | Ravenna-Perugia            |               | n.d.          |
| 8 dic.      | 3-0         | San Marino-Riozzese        |               | n.d.          |

| andata (8ª) | andata (8ª) | 8ª giornata                    | ritorno (19ª) | ritorno (19ª) |
|             |             |                                |               |               |
| 15 dic.     | 2-3         | Fortitudo Mozzecane-San Marino |               | n.d.          |
| 15 dic.     | 1-6         | Novese-Napoli                  |               | n.d.          |
| 15 dic.     | 2-2         | Perugia-Cittadella             |               | n.d.          |
| 15 dic.     | 0-2         | Riozzese-Lazio                 |               | n.d.          |
| 15 dic.     | 0-2         | Roma CF-Ravenna                |               | n.d.          |
| 15 dic.     | 1-1         | Vittorio Veneto-Castelvecchio  |               | n.d.          |

| andata (9ª) | andata (9ª) | 9ª giornata                         | ritorno (20ª) | ritorno (20ª) |
|             |             |                                     |               |               |
| 5 gen.      | 0-0         | Cittadella-Ravenna                  |               | n.d.          |
| 5 gen.      | 3-2         | Fortitudo Mozzecane-Vittorio Veneto |               | n.d.          |
| 5 gen.      | 2-2         | Lazio-Castelvecchio                 |               | n.d.          |
| 5 gen.      | 3-3         | Napoli-Roma CF                      |               | n.d.          |
| 5 gen.      | 3-1         | Riozzese-Perugia                    |               | n.d.          |
| 5 gen.      | 8-1         | San Marino-Novese                   |               | n.d.          |

| andata (10ª) | andata (10ª) | 10ª giornata                      | ritorno (21ª) | ritorno (21ª) |
|              |              |                                   |               |               |
| 12 gen.      | 1-1          | Castelvecchio-Fortitudo Mozzecane |               | n.d.          |
| 12 gen.      | 0-2          | Cittadella-Lazio                  |               | n.d.          |
| 12 gen.      | 1-2          | Novese-Perugia                    |               | n.d.          |
| 12 gen.      | 1-0          | Ravenna-Napoli                    |               | n.d.          |
| 12 gen.      | 1-2          | Roma CF-San Marino                |               | n.d.          |
| 12 gen.      | 0-0          | Vittorio Veneto-Riozzese          |               | n.d.          |

| andata (9ª) | andata (9ª) | 9ª giornata                         | ritorno (20ª) | ritorno (20ª) |
|             |             |                                     |               |               |
| 5 gen.      | 0-0         | Cittadella-Ravenna                  |               | n.d.          |
| 5 gen.      | 3-2         | Fortitudo Mozzecane-Vittorio Veneto |               | n.d.          |
| 5 gen.      | 2-2         | Lazio-Castelvecchio                 |               | n.d.          |
| 5 gen.      | 3-3         | Napoli-Roma CF                      |               | n.d.          |
| 5 gen.      | 3-1         | Riozzese-Perugia                    |               | n.d.          |
| 5 gen.      | 8-1         | San Marino-Novese                   |               | n.d.          |

| andata (10ª) | andata (10ª) | 10ª giornata                      | ritorno (21ª) | ritorno (21ª) |
|              |              |                                   |               |               |
| 12 gen.      | 1-1          | Castelvecchio-Fortitudo Mozzecane |               | n.d.          |
| 12 gen.      | 0-2          | Cittadella-Lazio                  |               | n.d.          |
| 12 gen.      | 1-2          | Novese-Perugia                    |               | n.d.          |
| 12 gen.      | 1-0          | Ravenna-Napoli                    |               | n.d.          |
| 12 gen.      | 1-2          | Roma CF-San Marino                |               | n.d.          |
| 12 gen.      | 0-0          | Vittorio Veneto-Riozzese          |               | n.d.          |

| \| andata (11ª) \| andata (11ª) \| 11ª giornata \| ritorno (22ª) \| ritorno (22ª) \| \| \| \| \| \| \| \| 19 gen. \| 6-0 \| Fortitudo Mozzecane-Novese \| \| n.d. \| \| 19 gen. \| 2-0 \| Lazio-Ravenna \| \| n.d. \| \| 19 gen. \| 2-0 \| Napoli-Vittorio Veneto \| \| n.d. \| \| 19 gen. \| 2-2 \| Perugia-Roma CF \| \| n.d. \| \| 19 gen. \| 4-2 \| Riozzese-Cittadella \| \| n.d. \| \| 19 gen. \| 3-1 \| San Marino-Castelvecchio \| \| n.d. \| |              |                            |               |               |
| andata (11ª) | andata (11ª) | 11ª giornata               | ritorno (22ª) | ritorno (22ª) |
| |              |                            |               |               |
| 19 gen. | 6-0          | Fortitudo Mozzecane-Novese |               | n.d.          |
| 19 gen. | 2-0          | Lazio-Ravenna              |               | n.d.          |
| 19 gen. | 2-0          | Napoli-Vittorio Veneto     |               | n.d.          |
| 19 gen. | 2-2          | Perugia-Roma CF            |               | n.d.          |
| 19 gen. | 4-2          | Riozzese-Cittadella        |               | n.d.          |
| 19 gen. | 3-1          | San Marino-Castelvecchio   |               | n.d.          |

| andata (11ª) | andata (11ª) | 11ª giornata               | ritorno (22ª) | ritorno (22ª) |
|              |              |                            |               |               |
| 19 gen.      | 6-0          | Fortitudo Mozzecane-Novese |               | n.d.          |
| 19 gen.      | 2-0          | Lazio-Ravenna              |               | n.d.          |
| 19 gen.      | 2-0          | Napoli-Vittorio Veneto     |               | n.d.          |
| 19 gen.      | 2-2          | Perugia-Roma CF            |               | n.d.          |
| 19 gen.      | 4-2          | Riozzese-Cittadella        |               | n.d.          |
| 19 gen.      | 3-1          | San Marino-Castelvecchio   |               | n.d.          |

## Statistiche

### Squadre

#### Capoliste solitarie
|    | ——   | ——   | —— | ——     | ——     | ——     | ——     | ——     | ——   | ——   | ——     | ——     | ——     | ——     | ——     | —— |  |
|    | V.V. | V.V. |    | Napoli | Napoli | Napoli | Napoli | Napoli | S.M. | S.M. | Napoli | Napoli | Napoli | Napoli | Napoli |    |  |
|    |      |      |    |        |        |        |        |        |      |      |        |        |        |        |        |    |  |
|    |      |      |    |        |        |        |        |        |      |      |        |        |        |        |        |    |  |
| 1ª | 2ª   | 3ª   | 4ª | 5ª     | 6ª     | 7ª     | 8ª     | 9ª     | 10ª  | 11ª  | 12ª    | 13ª    | 14ª    | 15ª    | 16ª    |    |  |

#### Classifica in divenire
|                     | 1ª | 2ª | 3ª | 4ª | 5ª | 6ª | 7ª | 8ª | 9ª | 10ª | 11ª | 12ª | 13ª | 14ª | 15ª | 16ª |
|                     |    |    |    |    |    |    |    |    |    |     |     |     |     |     |     |     |
| ------------------- | -- | -- | -- | -- | -- | -- | -- | -- | -- | --- | --- | --- | --- | --- | --- | --- |
| Castelvecchio       | 0  | 1  | 2  | 2  | 5  | 5  | 8  | 9  | 10 | 11  | 11  | 11  | 14  | 15  | 15* | 15* |
| Cittadella          | 0  | 3  | 6  | 6  | 6  | 6  | 9  | 10 | 11 | 11  | 11  | 14  | 17  | 17  | 17* | 17* |
| Fortitudo Mozzecane | 3  | 3  | 3  | 4  | 4  | 7  | 7  | 7  | 10 | 11  | 14  | 17  | 17  | 20  | 20* | 20* |
| Lazio               | 1  | 4  | 4  | 7  | 8  | 9  | 12 | 15 | 16 | 19  | 22  | 25  | 28  | 28  | 31  | 34  |
| Napoli              | 3  | 4  | 7  | 10 | 13 | 14 | 17 | 20 | 21 | 21  | 24  | 27  | 30  | 33  | 33* | 36  |
| Novese              | 3  | 3  | 6  | 7  | 8  | 9  | 9  | 9  | 9  | 9   | 9   | 9   | 9   | 9   | 9   | 9*  |
| Perugia             | 0  | 1  | 1  | 1  | 1  | 1  | 1  | 2  | 2  | 5   | 6   | 6   | 6   | 7   | 7   | 7   |
| Ravenna             | 0  | 0  | 1  | 1  | 4  | 5  | 8  | 11 | 12 | 15  | 15  | 18  | 21  | 22  | 22  | 22* |
| Riozzese            | 1  | 4  | 7  | 10 | 11 | 12 | 12 | 12 | 15 | 16  | 19  | 20  | 20  | 20  | 20* | 20* |
| Roma CF             | 1  | 1  | 1  | 2  | 3  | 6  | 6  | 6  | 7  | 7   | 8   | 9   | 10  | 13  | 13* | 13  |
| San Marino          | 1  | 2  | 2  | 5  | 8  | 11 | 14 | 17 | 20 | 23  | 26  | 26  | 26  | 29  | 32  | 32* |
| Vittorio Veneto     | 3  | 6  | 9  | 10 | 10 | 11 | 11 | 12 | 12 | 13  | 13  | 13  | 14  | 15  | 18  | 18* |

### Individuali

#### Classifica marcatrici
| Gol | Rigori |  | Giocatore               | Squadra             |
| --- | ------ |  | ----------------------- | ------------------- |
| 14  | 2      |  | Raffaella Barbieri      | San Marino          |
| 11  |        |  | Alessia Rognoni         | Riozzese            |
| 10  |        |  | Despoina Chatzīnikolaou | Napoli              |
| 9   |        |  | Martina Gelmetti        | Napoli              |
| 9   | 2      |  | Biancamaria Codecà      | Riozzese            |
| 8   |        |  | Stefania Dallagiacoma   | Fortitudo Mozzecane |
| 7   |        |  | Greta Di Luzio          | San Marino          |
| 7   |        |  | Noemi Visentin          | Lazio               |
| 6   |        |  | Yesica Soledad Menin    | San Marino          |
| 6   |        |  | Alison Rigaglia         | San Marino          |
| 6   | 1      |  | Simona Cimatti          | Ravenna             |
| 6   | 2      |  | Valentina Boni          | Fortitudo Mozzecane |
| 5   |        |  | Lucia Conte             | Roma CF             |
| 5   |        |  | Gloria Frizza           | Vittorio Veneto     |
| 5   | 1      |  | Maddalena Porcarelli    | Castelvecchio       |